# Daniela Wirth
Daniela Wirth (* 13. Oktober 1967 in Düsseldorf) ist eine ehemalige deutsche Basketballspielerin.

## Laufbahn
Wirth gelang 1985 der Sprung vom Nachwuchs ins Bundesliga-Aufgebot des deutschen Serienmeisters DJK Agon 08 Düsseldorf. Sie wurde mit Düsseldorf deutsche Meisterin, später spielte sie bis 1994 für den TSV Bayer 04 Leverkusen und danach von 1994 bis 1996 für den TV Bensberg jeweils ebenfalls in der Bundesliga.
Wirth nahm 1984 der bundesdeutschen Auswahl an den Junioreneuropameisterschaften teil. Zwischen Juli 1985 und Juni 1993 bestritt sie 60 A-Länderspiele, ihren Punktehöchstwert erzielte sie dabei Ende Mai 1989 in einem Freundschaftsspiel gegen Frankreich, als sie auf zwölf Zähler kam.